# Central eléctrica Mapocho

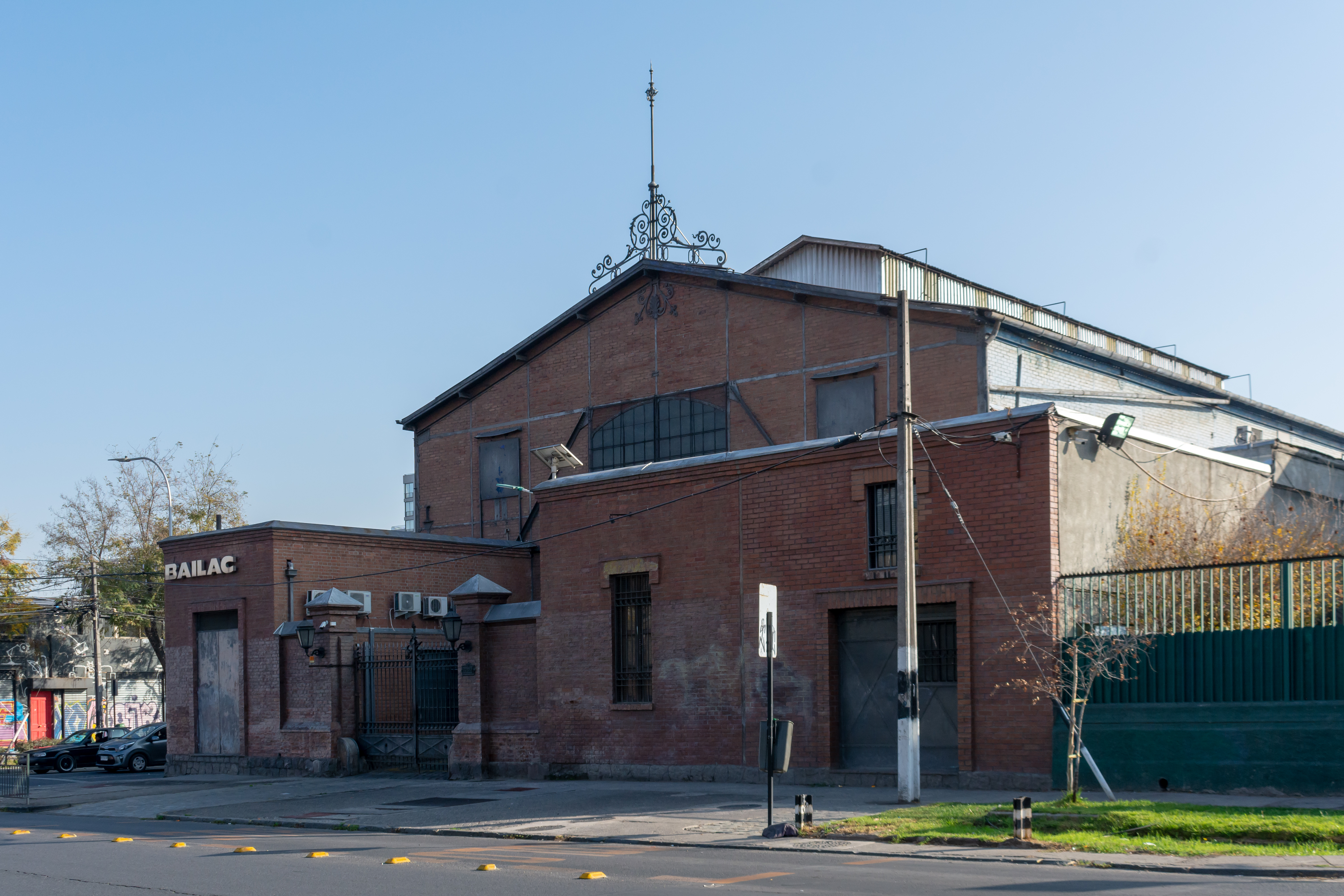
Galpones para almacenamiento de los tranvías.

La central eléctrica Mapocho es una antigua central termoeléctrica a carbón ubicada en la intersección de las calles Mapocho y Almirante Barroso, en el centro de la ciudad de Santiago, Chile. Fue construida por la Chilean Electric Tramway and Light Company, empresa encargada de instalar el servicio de tranvía eléctrico en Santiago, e inaugurada el año 1900. Se convirtió en la primera central eléctrica de la ciudad.

## Historia
Con el objetivo de reemplazar los antiguos carros de sangre empujados por caballos, para modernizar el sistema de transporte público y mejorar las comunicaciones y abastecimiento de las nuevas industrias de la ciudad, y de dotar a las calles y poblaciones de luminaria eléctrica, la Municipalidad de Santiago llamó a una licitación pública en 1897, que se materializó dos años después con un contrato con la empresa Chilean Electric Tramway and Light Company, con sede principal en Londres.
La planta, construida a partir de mayo de 1899 y que comenzó a funcionar el 3 de abril de 1900, operaba con maquinaria a vapor y con tres unidades generadoras de corriente continua, para los tranvías, y distribución para el alumbrado público. Las aguas utilizadas para la producción eran canalizadas desde el río Mapocho, para que a partir de la combustión de carbón, se produjera vapor de agua para mover las turbinas de los generadores.
En 1921, luego de la fusión de la Chilean Electric Tramway and Light Company con la Compañía Nacional de Fuerza Eléctrica, se creó la Compañía Chilena de Electricidad, por lo que la central pasó a manos del nuevo organismo.

## Descripción
La central eléctrica Mapocho estaba compuesta de cuatro cuerpos:
- El cuerpo principal contenía las oficinas generales de la empresa, las máquinas generadoras de electricidad, un pequeño taller mecánico y la habitación del ingeniero mecánico (también denominado «jefe de máquinas»).
- El segundo cuerpo incluía un taller de pintura para los tranvías, un almacén de piezas y herramientas, una sala de lectura y descanso para los trabajadores, baños y las oficinas del servicio de tracción eléctrica.
- El tercer cuerpo correspondía a los galpones donde se almacenaban los tranvías.
- El cuarto cuerpo albergaba la maestranza de los tranvías, y contenía 12 vías para la entrada y salida de los vehículos.